# Omelette aux fines herbes
L'Omelette aux fines herbes est une omelette d'œufs battus avec un mélange de persil, ciboulette, cerfeuil et estragon avant d'être cuit. L'omelette aux fines herbes est avec l'omelette au fromage parmi les plus traditionnelles, elle a une dimension mémorielle et littéraire de fraicheur des herbes potagères, de souvenirs d'omelette parfaite («Bien baveuse, dorée, je n'en ai jamais mangé de meilleure») avec «la saveur d'une prairie alpine au soleil» écrit Pierre Debray-Ritzen.

## Dénomination

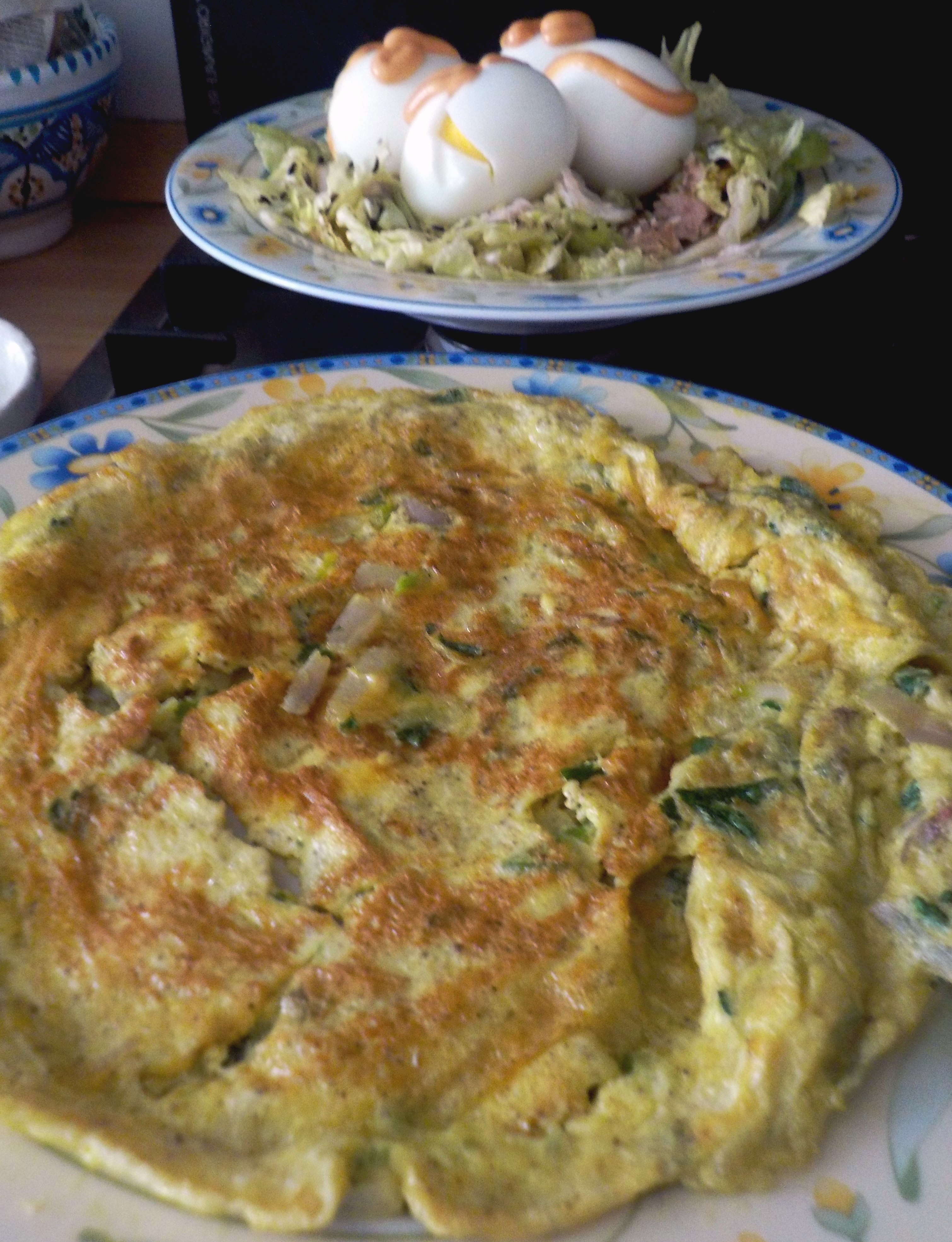
Frittata (cuisson des 2 côtés) aux herbes

Omelette aux herbes est antérieur à omelette aux fines herbes, cette expression connait un renouveau actuellement.  
Omelette aux fines herbes s'emploie à l'identique en anglais sinon rarement herb omelette, en allemand Kräutern omelette ou Omelette mit Kräutern , en italien frittata alle erbe , en espagnol tortilla con hierbas («una tortilla a la francesa, una tortilla con hierbas»), en russe Омлет с зеленью (Omlet s zelenʹyu) omelette de verdure (souvent avec un peu de crème sûre). 

## Histoire

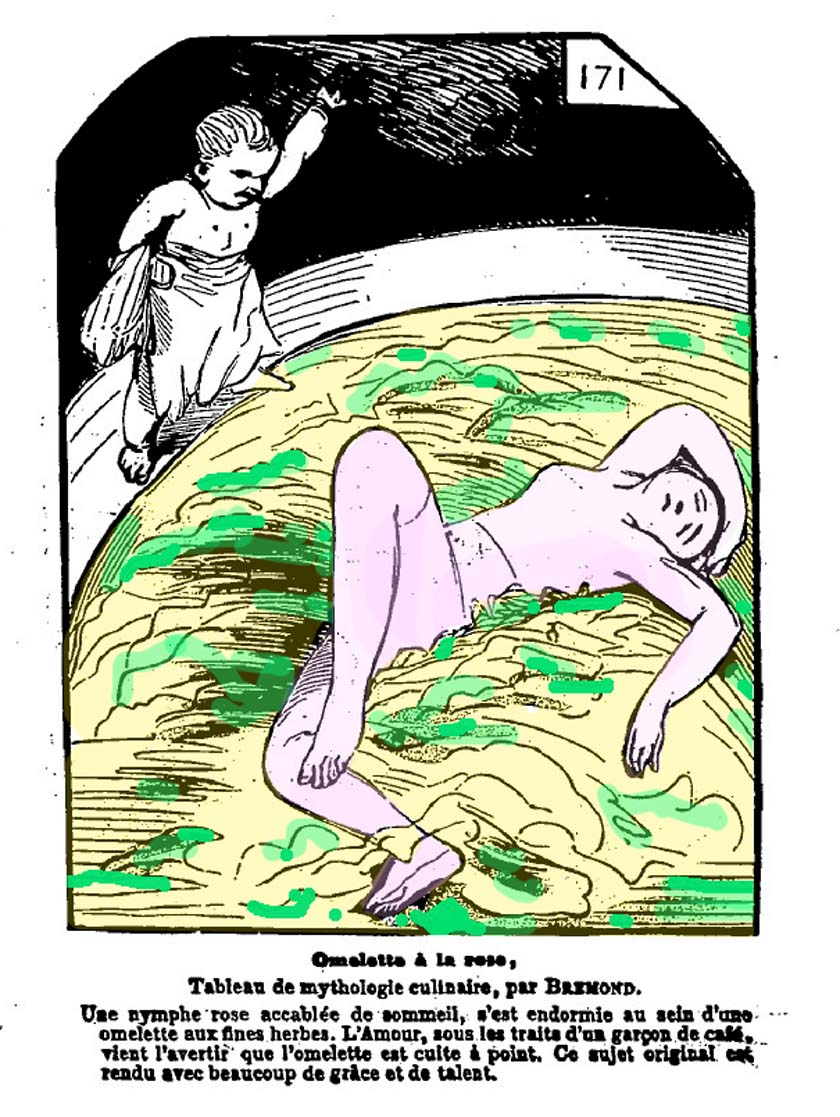
Salon de 1853 - tableau de Bremond par Berttall. Nymphe endormie sur une omelette aux fines herbes, l'amour vient l'éveiller car l'omelette est cuite à point.

Dès 1656, Pierre de Lune donne la recette d'Omelette avec fines herbes: «Mettez fines herbes achées avec la mesme pâste [il ajoute aux œufs un appareil farine, vin blanc et lait] et des petits morceaux de beurre, faites la cuire à petit feu, et la servez avec poivre blanc et oranges». Il donne une variante d'Omelette avec fines herbes et anchois. Les œufs aux fines herbes de François Marin (1758) sont des œufs durs aux fines herbes.  
Mais c'est à partir de 1840 que la recette devient durablement présente dans les textes français numérisés, et vers 1830 dans les textes anglais numérisés. Les textes anglais la décrivent dès 1803 comme typiquement parisienne, dans Paris as it was and as it is, or a Sketch of the French capital, puis dans le guide touristique (1827-1829), A New Picture of Paris; or, the Stranger's Guide to the French metropolis cite l'Omelette aux fines herbes ou herb omelet or sorrel omelet . Elle est quelquefois citée dans les plus rares textes en français. À partir de 1828 les recettes se succèdent en français (La cuisinière des petits ménages, La maison de campagne d'Aglaé Adanson - avec une pointe d'ail, Le cuisinier Durand). 
L'omelette aux fines herbes est toujours bien accueillie, elle est un plat maigre, autrement dit servie pendant le carême, sans compter ses bienfaits pour la santé (elle est recommandée dans Traitement des maladies des voies urinaires par les eaux de Vichy). L'omelette aux fines herbes est présente dans un grand nombre de textes, romans, comme un plat commun mais intéressant, léger, frugal, économique, inattendu. 
Le funambule Charles Blondin confectionnait une omelette aux fines herbes, sur sa corde et sans balancier (1865). Elle était la favorite du duc et de la duchesse de Windsor. Jean Yanne dans son Dictionnaire des mots qu'il y a que moi qui les connais (2000) invente un mélange de produits chimiques, la joumache, qui ajoutés à des fines herbes dans la nourriture des poules permet d'obtenir des œufs pour omelette aux fines herbes déjà assaisonnées. 

## Préparation

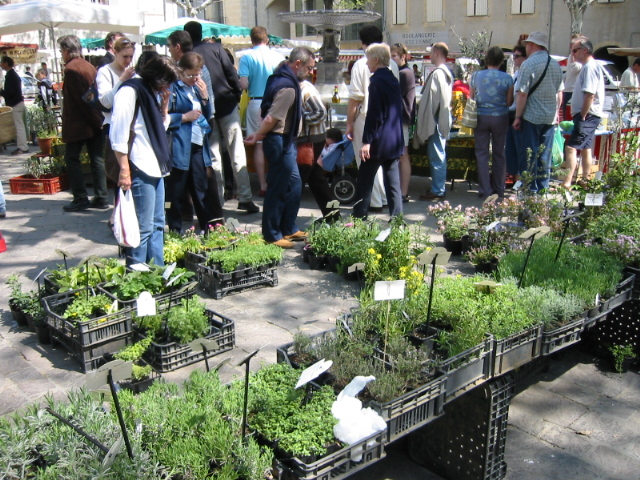
Fine Herbes sur un marché de Provence

### Les fines herbes
Persil et ciboulette constituent depuis longtemps le mélange de base des omelettes aux herbes, qui sont canoniquement et durablement 4 par ordre chez Escoffier: persil, ciboulette, cerfeuil, estragon.  En 2022, c'est exactement cette recette avec les 4 fines herbes à parts égales que Gabriel, le voisin de l'américaine Emily dans la série de Netflix Emily in Paris cuisine pour elle une omelette à tomber: cooks her a to-die-for omelette.  
Pourtant les proportions varient selon les sources. Selon certains le persil doit dominer le mélange de fines herbes, mais «c'est une erreur absolue de considérer comme une Omelette aux fines herbes, celle où le persil, seul, fournit la note aromatique» dit Escoffier (1912) qui met une cuillerée de chaque herbe. Louis-Eustache Audot (1863), Brigitte Perrin-Chattard (2000) ou Paul Keruel (2009) qui affirment que la ciboulette seule peut suffire dans l'omelette aux fines herbes aurait probablement mérité la condamnation d'A. Bautte, une omelette à la ciboulette n'est pas une omelette aux fines herbes: «un grand nombre de cuisiniers ne mélangent qu'un peu de persil haché dans les œufs, ce qui ne saurait constituer une omelette aux fines herbes mais bien une omelette au persil». 

#### Variantes
On peut ajouter un peu de blanc de poireau coupé très fin, du cresson, du cresson alénois (omelette au cresson alénois), de la menthe souvent citée, de l'échalotte, Mélanie, - journaliste célèbre du début XXe siècle ajoute au 4 classiques oseille, épinards, pimprenelle, basilic, sauge se rencontre à côté du persil, romarin, Guy Deloeuvre (Herbes culinaires - 2019) conseille d'ajouter du thym haché à ce que recommande les livres de cuisine. 

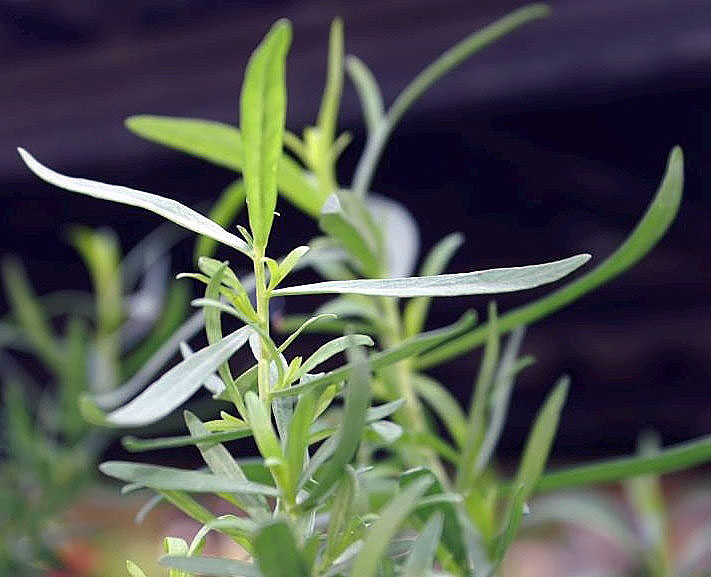
Estragon. A. Bautte qui est une autorité, conteste sa présence dans les fines herbes, il préfère le cerfeuil au persil et la ciboule à l'échalotte

Rarement des pointes d'asperges sauvages, de l'ail, omelette aux fines herbes à la pistache. La coriandre, l'origan, la sarriette sont cités dans les cuisines du soleil: la sarriette d'été (summer savory) aux USA par Léonie de Sounin, en Iran avec le kuku sabzi : omelette avec persil, aneth, coriandre, épinards, ciboulette, l'omelet com coentro portugaise, la tortilla de hierbas aromaticas espagnole qui contient de l'origan, et sa variante mexicaine à l'épazote, et au sisho ou au mitsuba (Cryptotaenia japonica) au Japon (ミツバオムレツ (mitsuba omuretsu)). 
L'omelette à la jardinière est une omelette aux fines herbes et aux légumes (petits pois, fèves), l'omelette aux herbes fraiches avec des oignons blancs nouveaux et de la crème. L'omelette à la Fermière est une omelette aux fines herbes fourrée de carottes, navets, artichauts, et poireaux. Plus sauvages: l'omelette à l'armoise (Viêt-Nam), l'omelette à la berce. 
Le gout des épices contemporain conduit (2022) le chef Jésus Hurtado à servir son omelette aux fines herbes avec un mayonnaise au piment frais. 

### Accompagnement
Les condiments vinaigrés mais aussi de bons vins l'accompagnent: «Vous mettrez sur la table du vin de Clos-Vougeot, des anchois, des cornichons, du beurre, des radis» Théodore Leclercq (1827). Quelques gouttes de sauce d'York (réduction de vinaigre avec des échalotes et de la chapelure blanche légèrement frite dans du beurre) donnent à l'omelette aux fines herbes un gout délicieux. 
On l'accompagne de salade et de tranche de pain frottée à l'ail. 

## Dimension littéraire

### Le vert et le jaune

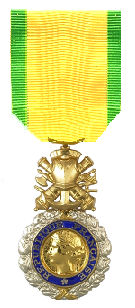
La fourragère de la médaille militaire française était aussi nommé omelette aux fines herbes

Le jaune de l'omelette et le vert vif des fines herbes sont inspirants: en 1827 Manuel des jeunes artistes explique qu'on doit utiliser un vert non saturé dans la représentation des forets «Vos verts deviendraient si acres et si crus, que votre tableau aurait l'air, selon l'expression triviale, mais communément adoptée parce qu'elle est juste, d'une omelette aux fines herbes». Alphonse Allais qui mangeait avec Curnonsky une omelette aux fines herbes répond au second qui la trouve succulente, elle est surtout bien assortie à la tapisserie. «Quand il sortit enfin de ce territoire végétal, avec sa culotte de nankin, son gilet chamois, et les restes de son habit barbouillé de toutes les nuances de couleurs, il ressemblait assez à une omelette aux fines herbes» High-ways and By-ways 1825. Louis Boussenard décrit ainsi le jeune M. Arthur « Si vous voyiez dans quel état il est !  Il ressemble à une omelette aux fines herbes. La peur atroce d'hier lui a tourné les sangs et l'a nanti d'une vraie jaunisse de première classe.». On nomme la fourragère jaune et verte aux couleurs de la médaille militaire française omelette aux fines herbes.

### Quand la ciguë remplace le cerfeuil
Des empoisonnements à la ciguë involontaires ont conduit des empoisonneurs criminels à utiliser la ciguë dans l'omelette aux fines herbes pour tuer: 
- Journal Général de France, 15 novembre 1816 - Cour d'Assises, accusation d'empoisonnement [70]:

« Mermet se mit à table avec plusieurs convives; on servit une omelette aux fines herbes, il en mangea beaucoup; deux autres convives, Lebon et Constant, en mangèrent peu lui trouvant une couleur extraordinaire et un mauvais goût; un quatrième, nommé Chavot, y goûta seulement. Le dernier convive n’en mangea point. Lui seul ne ressentit pas les douleurs d'entrailles dont les autres furent atteints après le repas. Lebon, Constant et Chavot furent malades plusieurs jours. Mermet mourut après douze jours de souffrance cruelles. Les gens de l’art ont déclaré que sa mort était l'effet du poison. »

## Anthologie
- Raoul Fauvel, Le Tintamarre, 13 avril 1873[71]

« Pour moi, les œufs les plus superbes 
Sont ceux qu'on mange avec Suzon,
Sous les bosquets de Robinson
En omelette aux fines herbes. »

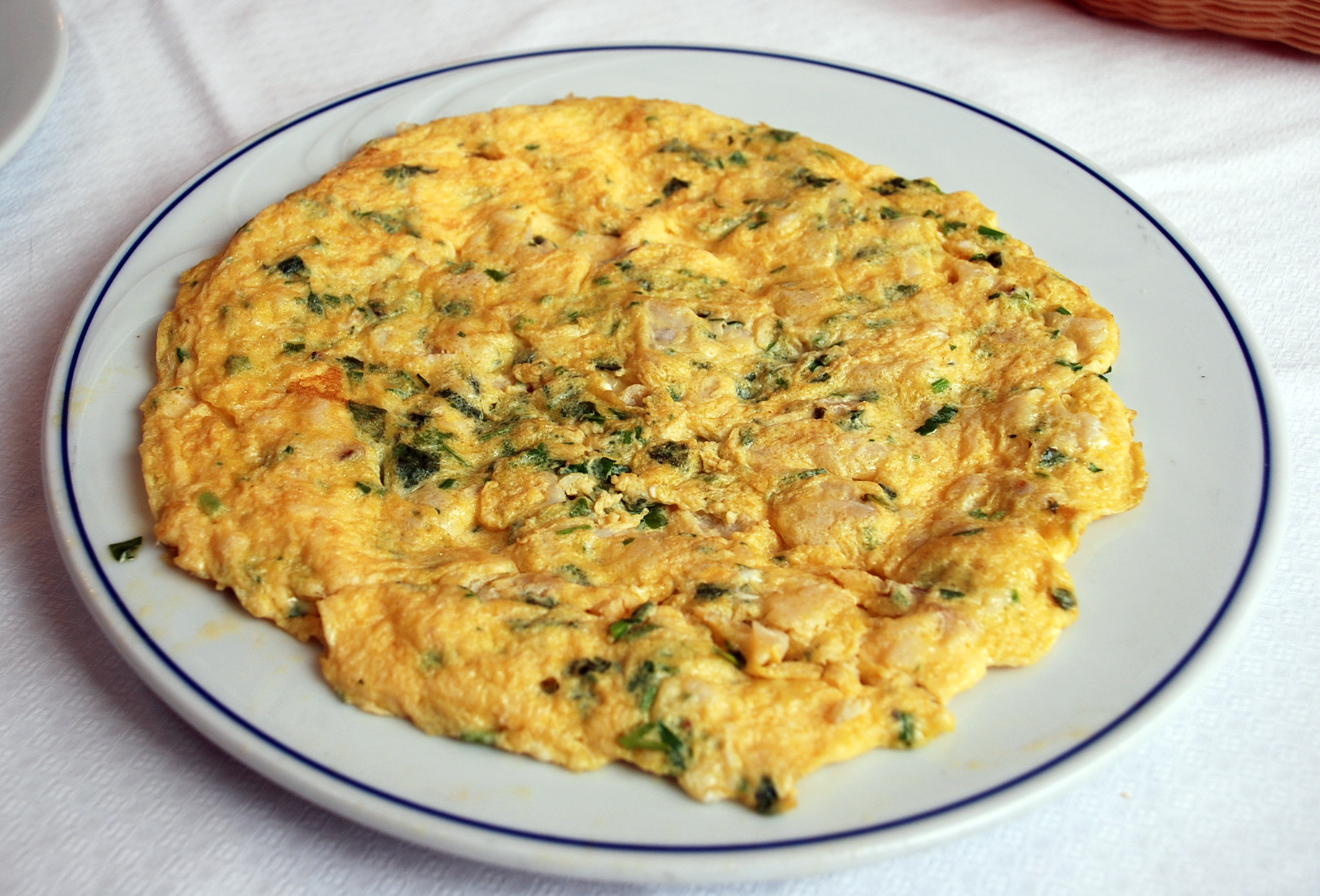
Jaune et vert

- Dr Paul Marrin. La Beauté chez l'homme et la femme, les moyens de l'acquérir et de l'augmenter. Paris, 1891. 5e édition

« deux couleurs juxtaposées réagissent l'une sur l'autre et modifient réciproquement l'impression qu'elles font sur l'œil, de sorte que, sans cette précaution, on s'exposerait à une désillusion quand plus tard on regarderait l'une d'elles isolément.
Enfin de cette réaction mutuelle résulte la nécessité d'associer convenablement les couleurs différentes qu'on porte sur soi. Tel jaune pris en lui-même est très acceptable, qui à côté d'un vert donné devient hideux; c'est ainsi que, si on n'y prend garde, on arrive à ces aspects de perroquets ou d'omelettes aux fines herbes qui prêtent à rire aux moins connaisseurs. »